# 沈福林
沈福林（1929年2月—2020年3月15日），黑龙江省拜泉县人，中国人民解放军将领。原空军导弹学院院长。

## 生平
1946年参军。1947年加入中国共产党。第二次国共内战时期，历任副排长、排长。1949年10月中华人民共和国成立后，历任第四野战军高炮团副连长，中南军区防空部队高炮团连长、营参谋长，防空军干训队副处长，空军高炮团副参谋长、参谋长、团长，空军高射炮兵独立第七师副师长，空军地空导弹兵第六师师长，成都军区空军导弹学院副院长、院长等职。1988年被授予空军少将军衔。2020年3月15日凌晨在西安市空军军医大学第一附属医院病逝。

## 出版物
- 沈福林 (编). . 北京: 军事科学出版社. 1988. ISBN 7-80021-109-6.